# Florin Șoavă
Costin Florin Șoavă (* 24. Juli 1978 in Gârla Mare, Kreis Mehedinți) ist ein ehemaliger rumänischer Fußballspieler. Der Außenverteidiger bestritt insgesamt 265 Spiele in der rumänischen Liga 1, der russischen Premjer-Liga und der ukrainischen Premjer-Liha. Im Jahr 2003 gewann er mit Rapid Bukarest die rumänische Meisterschaft.

## Karriere

### Verein
Die Karriere von Șoavă begann im Jahr 1996, als er in die erste Mannschaft von Electroputere Craiova kam, die in der Divizia B (heute Liga II) spielte. Schon in seiner ersten Saison wurde er Stammspieler, verpasste mit dem Klub als Zweitplatzierter hinter dem punktgleichen CSM Reșița den Aufstieg in die Divizia A (heute Liga 1). Auch in der Saison 1997/98 verpasste der Klub knapp den Aufstieg hinter Olimpia Satu Mare und musste sich im Relegationsspiel dem FC Onești geschlagen geben. Erst ein Jahr später konnte Șoavă mit seiner Mannschaft den Aufstieg feiern, als sich das Team als Erstplatzierter gegen UTA Arad durchsetzen konnte. In dieser Spielzeit hatte er mit sieben Treffern die größte Ausbeute seiner Karriere.
Im Oberhaus angekommen konnte der Klub in der Divizia A nicht Fuß fassen. Zur Winterpause lag der Klub auf dem letzten Tabellenplatz und Șoavă schloss sich dem Lokalrivalen FC Universitatea Craiova an, der einen Mittelfeldplatz belegte. Auch bei seinem neuen Klub wurde er sofort zur Stammkraft. Nach einem Mittelfeldplatz in der Saison 2000/01 wechselte er zum Ligakonkurrenten Rapid Bukarest.
Mit Rapid konnte Șoavă mit dem Pokalsieg 2002 seinen ersten Titel gewinnen. Ein Jahr später folgte seine erste Meisterschaft. In der Saison 2003/04 kam er seltener zum Einsatz und verließ den Klub im März 2004, als er sich dem russischen Verein Spartak Moskau anschloss. Die Spielzeit 2004 war er zwar Stammspieler, beendete die Saison mit seinem Klub aber auf einem enttäuschenden achten Platz. In der Hinrunde 2005 wurde er von Trainer Aleksandrs Starkovs kaum noch berücksichtigt und im Sommer 2005 an den Ligakonkurrenten Krylja Sowetow Samara ausgeliehen, wo er 18 Monate spielte und mit dem Klub zweimal den Klassenerhalt schaffte.
Anfang 2007 kehrte Șoavă zu Spartak zurück. Der neue Trainer Stanislaw Tschertschessow setzte ihn zwar regelmäßig ein, er schaffte aber nicht den Sprung zum Stammspieler. Am Saisonende erreichte er als Vizemeister hinter Zenit St. Petersburg die Qualifikation zur Champions League. Zu Beginn der Saison 2008 wurde Șoavă aber nicht mehr berücksichtigt und wechselte im Sommer zum Ligakonkurrenten FK Chimki, mit dem er am Saisonende den rettenden 14. Platz erreichte.
Im Januar 2009 kehrte Șoavă nach Rumänien zurück und spielte erneut für seinen früheren Verein Universitatea Craiova. Nach einem siebenten Platz am Ende der Saison 2008/09 geriet er mit seinem Klub in der folgenden Spielzeit in Abstiegsgefahr. Ende Januar 2010 wechselte er in die Ukraine zum Erstligisten Arsenal Kiew. Die Saison 2009/10 schloss er im vorderen Mittelfeld ab. Im Sommer 2012 wurde sein Vertrag in Kiew nicht verlängert. Er kehrte nach Rumänien zurück und wechselte zu CS Apă Craiova in die Liga III. Anfang 2013 schloss er sich CS Sporting Roșiori in der Liga IV an. Dort beendete er Ende 2013 seine Karriere.

### Nationalmannschaft
Șoavă bestritt 22 Spiele für die rumänische Fußballnationalmannschaft. Im Dezember 2000 wurde er von Nationaltrainer László Bölöni in sein Aufgebot für zwei Freundschaftsspiele gegen Algerien berufen und debütierte am 5. Dezember 2000, als er in der 87. Minute für Mirel Rădoi eingewechselt wurde. Erst Anfang 2002 wurde er von Anghel Iordănescu erneut nominiert und kam im Freundschaftsspiel gegen Frankreich zum Einsatz.
Șoavă kam als Ergänzungsspieler nur unregelmäßig zum Einsatz und wurde mitunter zwar nominiert, nicht aber eingesetzt. Er verpasste mit seiner Mannschaft die Qualifikation zur Europameisterschaft 2004. Am 9. Oktober 2004 kam er gegen Tschechien zu seinem vorerst letzten Einsatz, ehe er im Mai 2006 unter dem neuen Trainer Victor Pițurcă auf einer US-Tour zurückkehrte. Am 26. Mai 2006 bestritt er gegen Nordirland sein letztes Länderspiel.

## Erfolge
- Rumänischer Meister: 2003
- Rumänischer Pokalsieger: 2002
- Russischer Vizemeister: 2007
- Aufstieg in die Liga 1: 1999